# (5570) Kirsan
(5570) Kirsan ist ein Asteroid des äußeren Hauptgürtels, der von dem sowjetischen Astronomen Nikolai Tschernych am 4. April 1976 am Krim-Observatorium in Nautschnyj (IAU-Code 095) entdeckt wurde.
Nach der SMASS-Klassifikation (Small Main-Belt Asteroid Spectroscopic Survey) wurde bei einer spektroskopischen Untersuchung von Gianluca Masi, Sergio Foglia und Richard P. Binzel bei (5570) Kirsan von einer dunklen Oberfläche ausgegangen, es könnte sich also, grob gesehen, um einen C-Asteroiden handeln.
(5570) Kirsan wurde am 20. Juni 1997 nach dem Politiker und Schachfunktionär Kirsan Nikolajewitsch Iljumschinow benannt, der von 1995 bis 2018 Präsident des Weltschachbundes FIDE war. In der Widmung bei der Internationalen Astronomischen Union wird Iljumschinow fälschlicherweise als Schachgroßmeister beschrieben und es wird dort an seine Wahl zur zweiten Amtszeit 1996 erinnert.